# Хинсон, Морис
Грэйди Морис Хинсон (англ. Grady Maurice Hinson; 4 декабря 1930, Гейнсвилл, штат Флорида — 11 ноября 2015, Луисвилл) — американский музыковед и музыкальный педагог.
Начал учиться музыке у старшей сестры Рут Хинсон, фортепианного педагога. С 11 лет занимался под руководством органиста и педагога Клода Мёрфри (1906—1958), одновременно с 13 лет на протяжении трёх летних сезонов путешествовал в Чикаго для занятий у пианиста Лео Подольского. В 1947—1948 гг. учился в Джульярдской школе у Ольги Самарофф, оказавшей на него огромное влияние. В июне 1948 г. дебютировал с концертом в Нью-Йорке, до которого его наставница не дожила. После этого Хинсон вернулся во Флориду и в 1952 году получил степень бакалавра искусств в Университете Флориды. Затем в течение двух лет служил в армии, половину этого времени проведя на войне в Корее, а вторую — во Франции в Нанси, где имел возможность совершенствоваться как пианист под руководством Гастона Боллана. После демобилизации в 1954—1957 гг. учился в Мичиганском университете у Джозефа Бринкмана. Изучал также композицию у Росса Ли Финни и Лесли Бассета. Защитил в Мичигане магистерскую, а затем и докторскую диссертацию. С 1957 года и до конца жизни преподавал в Южной баптистской теологической семинарии в Луисвилле, с 1996 г. профессор. В 1962—1964 гг. был президентом ассоциации музыкальных педагогов Кентукки.
В 1963 году Хинсон получил предложение от Ирвина Фрейндлиха присоединиться к нему в подготовке нового издания аннотированного справочника «Музыка для фортепиано» (1954), поскольку прежний соавтор Фрейндлиха Джеймс Фрискин отошёл от дел. После года совместной работы Фрейндлих отказался от дальнейшего участия ввиду занятости и предоставил Хинсону право завершить труд самостоятельно. В результате полностью переработанный справочник вышел в 1973 году под именем одного Хинсона и под новым названием «Путеводитель по фортепианному репертуару» (англ. Guide to the Pianist's Repertoire); Хинсон посвятил эту книгу памяти своих учителей Самарофф и Бринкмана. За этим изданием последовал ряд других аналогичных аннотированных справочников: «Фортепиано в камерном ансамбле» (англ. The Piano in Chamber Ensemble; 1978), «Музыка для фортепиано с оркестром» (англ. Music for Piano and Orchestra; 1981), «Музыка для более чем одного фортепиано» (англ. Music for More Than One Piano; 1983) и «Транскрипции, парафразы и аранжировки» (англ. Transcriptions, Paraphrases, and Arrangements; 1990). Кроме того, под редакцией Хинсона переиздавались многочисленные более ранние учебные материалы для пианистов. Своей более чем полувековой преподавательской карьерой Хинсон поставил два рекорда своего учебного заведения: как преподаватель с самым продолжительным стажем и как преподаватель с наибольшим числом научных публикаций.